# Forum Energie Zürich
Das Forum Energie Zürich (kurz FEZ) ist ein Schweizer Fachverein im Sinne von Art. 60 ff ZGB mit Sitz in Zürich. Es gilt im Kanton Zürich und auch darüber hinaus als Kompetenzzentrum für eine nachhaltige und Energienutzung im Siedlungs- und Baubereich.

## Geschichte
Nur wenige Monate nach der Katastrophe in Tschernobyl schlossen sich einige Energieberater unter Federführung des damaligen Energiebeauftragten des Kantons Zürich, Ruedi Kriesi, zum Verein Energieberater-Verein des Kantons Zürich (EBVZ) zusammen. Ziel war es, eine nachhaltige und hochstehende Baukultur zu fördern, um eine grössere Energieeffizienz zu erreichen. Mit einem kostenlosen Beratertelefon sollten Hausbesitzerinnen und Hausbesitzer direkt im persönlichen Gespräch für nachhaltiges Bauen gewonnen werden. Der Erfolg hielt sich in Grenzen, das Thema Energie interessierte die Hausbesitzer wenig.
1995 bis 2012 war Andreas Baumgartner Geschäftsführer des Forum Energie Zürich. In dieser Zeit wandelte sich der Fokus des Vereins stark. Einerseits wurde an der Generalversammlung vom 29. März 1999 eine Namensänderung in Forum Energie Zürich beschlossen. Andererseits wurde an der Generalversammlung 2002 die «Öffentliche Energieberatung» ganz aus den Statuten des Vereins gestrichen. Der vormals zentrale Pfeiler des Vereins wurde ersetzt durch den zunehmenden Fokus auf Fachpersonen aus der Baubranche. Diese Verschiebung war eine Reaktion auf die schwache Nachfrage durch Hausbesitzerinnen und Hausbesitzer.
Seit 1996 war Erich Schadegg für 9 Jahre im Präsidium, 2005 bis 2015 der Solararchitekt Beat Kämpfen, sowie seit 2016 die Architektin und selbstständige Bauherrenvertreterin Annuscha Schmidt.
Es entstand ein breit abgestützter Verein mit regelmässigen Veranstaltungen und Besichtigungen für Fachleute, aber auch fachferne Interessierte und einem breiten Weiterbildungsangebot in der ganzen Ostschweiz. Das Forum Energie Zürich arbeitet immer wieder auch mit weiteren Schweizer Vereinen aus der Branche zusammen, wie zum Beispiel Minergie, NNBS, IFMA und SIA, energie bewegt winterthur und Casafair.
Seit Juli 2020 führt Nathalie Benkert alleine die Geschäfte des Forum Energie Zürich. Als Stellvertreterin wurde vom Vorstand Sabine Imoberdorf bestätigt.

## Organisation
Der Verein wird von einem neunköpfigen Vorstand geführt und hat einen Mitgliederbestand von rund 780 Einzelpersonen. Seit 1999 existieren thematische Fachgruppen: Aktuell in den Bereichen Bauphysik, Betriebsoptimierung, FEZukunft (für junge Mitglieder), Inbetriebnahme, Minergie, Nachhaltigkeit und Raum sowie Solararchitektur. Der Vorstand wird durch eine Geschäftsstelle unterstützt. Die Fachgruppen ergänzenden Regionalgruppen Süd (Säuliamt), Ost (Oberland) und Nord (Winterthur), lösten sich 2001 auf.

## Wirken
Zu Besichtigungen oder Referatsabenden mit teilweise internationalen Fachexperten kamen jährlich circa 1'400 Fachpersonen und Interessierte an Veranstaltungen des Forum Energie Zürich. Des Weiteren bilden sich rund 400 Teilnehmende an den Energie Kursen weiter.
Für das Amt für Abfall, Wasser, Energie und Luft des Kantons Zürich bietet das Forum Energie Zürich einige Weiterbildungen zu spezifischen Energie- und Vollzugsthemen sowie die Kommunikation gegenüber der Öffentlichkeit im Rahmen des monatlichen Newsletters.
Die Fachgruppen erarbeiten öffentliche und kostenlos zur Verfügung stehend Merkblätter, den kostenlosen, fachlichen Erfahrungsaustausch im öffentlichen Rahmen oder dem Angebot einer neutralen und herstellerunabhängigen Beraterliste. Einige Zürcher Gemeinden verweisen statt einer eigenen Energieberatungsstelle auf diese Beraterlisten.